# Sestry adorátorky od Nejsvětější svátosti
Sestry adorátorky od Nejsvětější svátosti je ženská řeholní kongregace.

## Historie
Kongregace byla založena roku 1882 knězem Francescem Spinellim a Geltrudou Comensoli.
Souhlas od Svatého stolce získala 11. prosince 1926 a definitivní schválení získala 27. února 1932.
Oba zakladatelé jsou svatořečeni.

## Aktivita a šíření
Tato kongregace se věnuje vzdělávání, farním pracím a práci s narkomany, vězni či prostitutkami.
Kromě Itálie jsou přítomni v Africe (Kamerun, Demokratická republika Kongo a Senegal), v Jižní Americe (Argentina a Kolumbie); generální kurie se nachází v Rivolta d'Adda.
K 31. prosinci 2005 měla kongregace 436 sester v 59 domech.